# 戈爾德菲爾德 (愛荷華州)
戈爾德菲爾德（英語：Goldfield）是一個位於美國愛荷華州賴特縣的城市。

## 地理
戈爾德菲爾德的座標為42°44′05″N 93°55′13″W / 42.73472°N 93.92028°W，而該地的平均海拔高度為344米（即1129英尺）。

## 人口
根據2010年美國人口普查的數據，戈爾德菲爾德的面積為3.08平方千米，當中陸地面積為3.08平方千米，而水域面積為0.00平方千米。當地共有人口635人，而人口密度為每平方千米206人。